# USS LST-565
O USS LST-565 foi um navio de guerra norte-americano da classe LST que operou durante a Segunda Guerra Mundial.